# زندگی اتفاق می‌افتد
زندگی اتفاق می‌افتد (به انگلیسی: Life Happens) فیلمی محصول سال ۲۰۱۱ و به کارگردانی کت کویرو است. در این فیلم بازیگرانی همچون کریستن ریتر، کیت باسورث، ریچل بیلسون، جف استالتس، جاستین کرک، فالون گودسون، آندرئا سوج، سیمور کاسل، ریس کویرو، جیسن بیگز، کریستن جانستون، کالین اگلسفیلد، جنی ملن، ابی برمل، مارگریت مورو، لورن کنراد، کیتی مورگان، مرین دانجی، لورا سیلورمن، میلانا واینتروب، جون هدر و یوهان اورب ایفای نقش کرده‌اند.